# Шчи
Шчи (рус. щи, старији назив шти) руска је супа од купуса. Настала је пре више од хиљаду година, али се рецепт мењао током историје. То је била храна и богатих и сиромашних кроз историју све до данас. Једно је од најпознатијих руских јела, а једе се и у другим земљама источне Европе.
Основа шчија су: кувани кисели купус и црвени лук. Богатија верзија шчија садржи шест састојака: кисели купус, месо с костима (некад и риба или гљиве), шаргарепа и корен першуна, ароматично биље (црни лук, целер, копар, бели лук и бибер) и кисели састојци (кисела павлака, јабука, расол киселог купуса). Постоје разне верзије, у којима се додају или изостављају поједини састојци.
Супа се сервира с павлаком, хељдином кашом и свежим хлебом. Постоји и верзија са слатким купусом и парадајзом.